# مناقشه در مورد محراب پیروزی

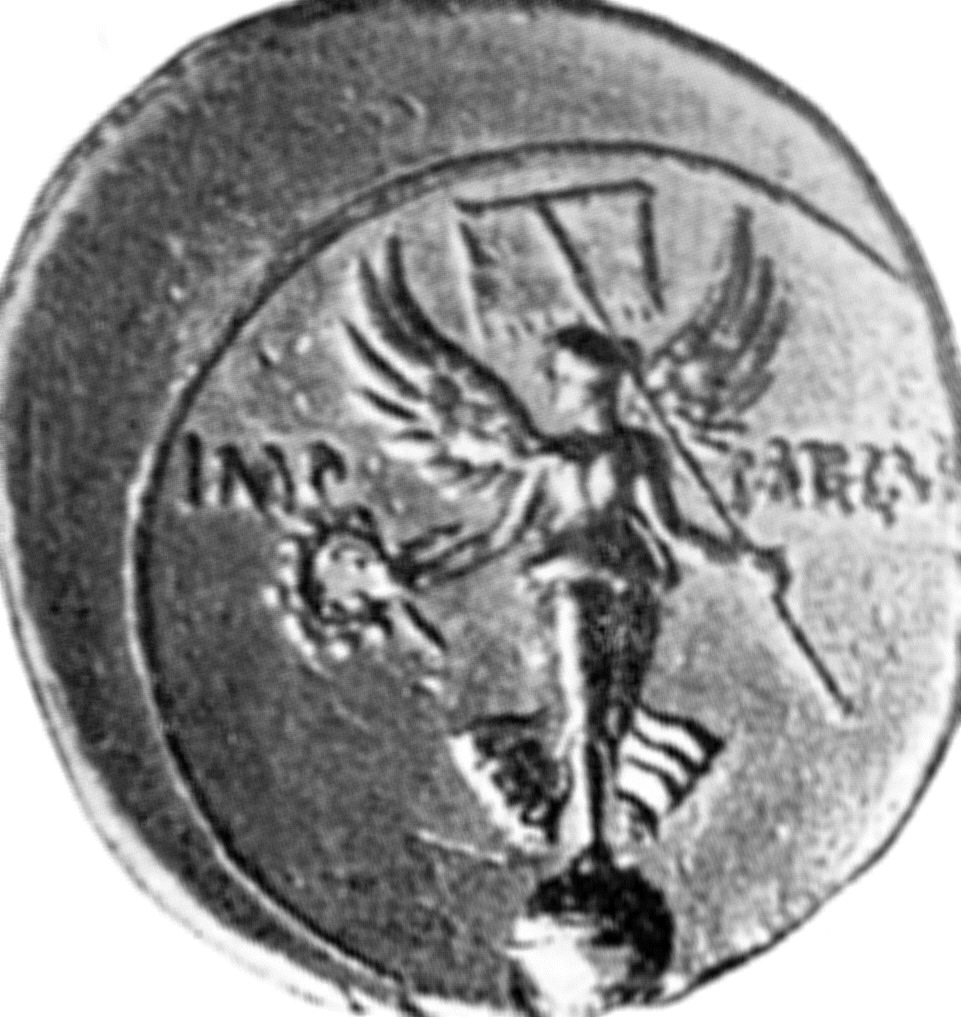
برای بزرگداشت پیروزی در آکتیوم، آگوستوس سکه ای ضرب کرد که تصویر مجسمه پیروزی در محراب دیده می‌شد.

مناقشه در مورد محراب ویکتوریا در قرن چهارم پس از میلاد آخرین نقطه اوج درگیری فکری بین پیروان آیین سنتی فرقه دولتی رومی و نمایندگان مسیحیت بود که اندکی پس از آن به دین رسمی در امپراتوری روم تبدیل شد. بحث در درجه اول حول این موضوع بود که آیا محراب الهه پیروزی  ویکتوریا از کوریا جولیا، ساختمان مجلس سنای در رم باید برداشته شود یا نه. علاوه بر این، این مناقشه همچنین به مسائل تساهل متقابل و تفاوت‌های اساسی بین دو دین را بیان می‌کرد. اختلاف در سال ۳۵۷ با برداشتن اولیه محراب آغاز شد و در سال ۳۹۴ با برداشتن نهایی پایان یافت. قهرمانان اصلی آن کوئینتوس اورلیوس سیمماخوس، پیگن بخشدار شهر رم، و اسقف امبروس بودند. هر دو سعی کردند امپراتور جوان والنتینیان دوم را در مورد دیدگاه‌های مخالف خود در نوشته‌های برنامه ای در سال ۳۸۴ متقاعد کنند.